# Fatjon Sefa
Fatjon Sefa (Lushnjë, 23 luglio 1984) è un ex calciatore albanese, di ruolo attaccante.

## Carriera

### Club
Ha iniziato a giocare da professionista con la maglia della squadra della sua città, il Lushnja.

## Statistiche

### Presenze e reti nei club
Statistiche aggiornate al 22 maggio 2015.
| Stagione             | Squadra              | Campionato           | Campionato | Campionato | Coppe nazionali | Coppe nazionali | Coppe nazionali | Coppe continentali | Coppe continentali | Coppe continentali | Altre coppe | Altre coppe | Altre coppe | Totale | Totale |
| Stagione             | Squadra              | Comp                 | Pres       | Reti       | Comp            | Pres            | Reti            | Comp               | Pres               | Reti               | Comp        | Pres        | Reti        | Pres   | Reti   |
| -------------------- | -------------------- | -------------------- | ---------- | ---------- | --------------- | --------------- | --------------- | ------------------ | ------------------ | ------------------ | ----------- | ----------- | ----------- | ------ | ------ |
| 2002-2003            | Lushnja              | KS                   | ?          | ?          | CA              | ?               | ?               | -                  | -                  | -                  | -           | -           | -           | 0+     | 0+     |
| 2003-2004            | Lushnja              | KS                   | ?          | ?          | CA              | ?               | ?               | -                  | -                  | -                  | -           | -           | -           | 0+     | 0+     |
| 2004-2005            | Lushnja              | KS                   | ?          | ?          | CA              | ?               | ?               | -                  | -                  | -                  | -           | -           | -           | 0+     | 0+     |
| 2005-gen. 2006       | Lushnja              | KS                   | ?          | ?          | CA              | ?               | ?               | -                  | -                  | -                  | -           | -           | -           | 0+     | 0+     |
| gen.-giu. 2006       | Shkumbini            | KS                   | ?          | ?          | CA              | ?               | ?               | -                  | -                  | -                  | -           | -           | -           | 0+     | 0+     |
| 2006-2007            | Shkumbini            | KS                   | 12         | 1          | CA              | 0               | 0               | -                  | -                  | -                  | -           | -           | -           | 12+    | 1+     |
| Totale Shkumbini     | Totale Shkumbini     | Totale Shkumbini     | 12         | 1          |                 | 0               | 0               |                    | -                  | -                  |             | -           | -           | 12+    | 1+     |
| 2007-2008            | Lushnja              | KP                   | ?          | ?          | CA              | ?               | ?               | -                  | -                  | -                  | -           | -           | -           | 0+     | 0+     |
| 2008-2009            | Dinamo Tirana        | KS                   | 24         | 9          | CA              | 5               | 2               | UCL                | 1                  | 0                  | SA          | 1           | 0           | 31     | 11     |
| 2009-2010            | Dinamo Tirana        | KS                   | 30         | 13         | CA              | 4               | 0               | -                  | -                  | -                  | -           | -           | -           | 34     | 13     |
| 2010-gen. 2011       | Dinamo Tirana        | KS                   | 14         | 1          | CA              | 3               | 2               | UCL                | 1                  | 0                  | SA          | 1           | 0           | 19     | 3      |
| Totale Dinamo Tirana | Totale Dinamo Tirana | Totale Dinamo Tirana | 68         | 23         |                 | 12              | 4               |                    | 2                  | 0                  |             | 2           | 0           | 84     | 27     |
| gen.-giu. 2011       | Besa Kavajë          | KS                   | 14         | 4          | CA              | 4               | 0               | -                  | -                  | -                  | -           | -           | -           | 14     | 4      |
| 2011-2012            | Lushnja              | KP                   | 27+1       | 6          | CA              | 2               | 0               | -                  | -                  | -                  | -           | -           | -           | 30     | 6      |
| 2012-2013            | Besa Kavajë          | KS                   | 24         | 6          | CA              | 2               | 0               | -                  | -                  | -                  | -           | -           | -           | 26     | 6      |
| 2013-2014            | Besa Kavajë          | KS                   | 26         | 13         | CA              | 0               | 0               | -                  | -                  | -                  | -           | -           | -           | 26     | 13     |
| Totale Besa Kavajë   | Totale Besa Kavajë   | Totale Besa Kavajë   | 64         | 23         |                 | 6               | 0               |                    | -                  | -                  |             | -           | -           | 70     | 23     |
| 2014-2015            | Skënderbeu           | KS                   | 28         | 6          | CA              | 7               | 2               | UCL                | 2                  | 0                  | SA          | 1           | 0           | 38     | 8      |
| 2015-2016            | Lushnja              | KP                   | 0          | 0          | CA              | 0               | 0               | -                  | -                  | -                  | -           | -           | -           | 0      | 0      |
| Totale Lushnja       | Totale Lushnja       | Totale Lushnja       | 27+1       | 6+         |                 | 2+              | 0+              |                    | -                  | -                  |             | -           | -           | 30+    | 6+     |
| Totale carriera      | Totale carriera      | Totale carriera      | 199+1      | 59+0       |                 | 26              | 5               |                    | 4                  | 0                  |             | 3           | 0           | 233    | 64     |

## Palmarès

### Club

#### Competizioni nazionali
- Supercoppa d'Albania: 2

Dinamo Tirana: 2008
Skënderbeu: 2014
- Campionato albanese: 2

Dinamo Tirana: 2009-2010
Skënderbeu: 2014-2015